# Rians (Cher)
Rians település Franciaországban, Cher megyében. Lakosainak száma 962 fő (2022. január 1.). Rians Les Aix-d’Angillon, Aubinges, Azy, Brécy, Étréchy, Montigny, Saint-Céols és Sainte-Solange községekkel határos.

## Népesség
A település népessége az elmúlt években az alábbi módon változott:
| Lakosok száma | 667  | 836  | 984  | 1043 | 1010 | 985  | 973  | 971  | 973  | 962  |
|               | 1968 | 1982 | 1990 | 2006 | 2013 | 2015 | 2017 | 2019 | 2020 | 2022 |